# Aéroport national d'Isla de Cedros
L'aéroport national d'Isla de Cedros (code OACI : MMCD) est un aérodrome situé à 9 kilomètres au sud du village de Cedros, dans la municipalité d'Ensenada, dans l'État de Basse-Californie, au nord-ouest du Mexique. C'est la localité principale de l'île Cedros, l'île mexicaine la plus grande de l'océan Pacifique. Il gère le trafic aérien national des villages de l'île (Cedros, Le Morro, San Agustín et La Colorada).

## Compagnies aériennes et Destinations
| Compagnie aérienne                | Destination                                         |
| --------------------------------- | --------------------------------------------------- |
| Aéreo Servicio Guerrero           | Ensenada, Guerrero Negro                            |
| Aeroservicios California Pacífico | Ensenada                                            |
| Calafia Airlines                  | Ciudad Obregón, Guaymas, Guerrero Negro, Hermosillo |

## Accidents et incidents
- Le 20 décembre 1997 un avion Douglas C-47-DL immatriculé XA-CUC et appartenant à Aerolíneas California Pacífico (ACAPSA) s'est écrasé sur sa route en provenance de l'aéroport de Guerrero Negro[1].

## Voir également
- Liste des aéroports les plus fréquentés du Mexique